# 苏木塔什乡
苏木塔什乡，是中华人民共和国新疆维吾尔自治区克孜勒苏柯尔克孜自治州阿合奇县下辖的一个乡镇级行政单位。

## 行政区划
苏木塔什乡下辖以下地区：
克孜勒宫拜孜村、阿克塔拉村和苏木塔什牧场。